# 최진원
최진원(1966년 9월 7일 ~ )은 대한민국의 드라마 작가이자 영화 감독이다.

## 생애

### 학력
- 서울대학교 불어불문학과 학사
- 한국영화아카데미 제8기 수료

## 작품 활동

### 텔레비전 드라마
- 1995년~ 1996년 MBC 시트콤 《두 아빠》 (공동 집필)
- 1996년 MBC 특집 드라마 《1961년생》
- 1998년 MBC 월화 미니시리즈 《사랑》
- 1998년~1999년 MBC 수목 미니시리즈 《해바라기》 (공동 집필)
- 2000년 MBC 시트콤 《논스톱》 (공동 집필)
- 2000년~2002년 MBC 시트콤 《뉴 논스톱》 (공동 집필)
- 2010년 MBC 시트콤 《볼수록 애교만점》 (공동 집필)
- 2011년 KBS 드라마 스페셜 연작 시리즈 《아들을 위하여》
- 2014년 KBS 2TV 월화 미니시리즈 《빅맨》
- 2015년 KBS 2TV 수목 미니시리즈 《복면검사》
- 2017년 JTBC 금토드라마 《언터처블》
- 2020년 JTBC 월화드라마 《모범형사》
- 2022년 JTBC 토일드라마 《모범형사 2》

### 영화
- 1991년 《기다리던 손님》 (각본&감독)
- 1991년 《일지선》 (조명)
- 2002년 《패밀리》 (각본&감독)
- 2004년 《까불지마》 (각본)
- 2005년 《미스터 소크라테스》 (각본&감독)
- 2007년 《대한이, 민국씨》 (각색&감독)
- 2008년 《울학교 이티》 (각본)
- 2010년 《불량남녀》 (각본)
- 2011년 《체포왕》 (각본)

### 텔레비전 프로그램
- 1993년 MBC 《오늘은 좋은날》
- 1995년 MBC 《테마게임》

## 수상
- 1995년 MBC 코미디대상 작가부문 특별상